# Platanthera huronensis
Platanthera huronensis  es una especie de orquídea de hábito terrestre originaria de Norteamérica.

## Descripción
Es una orquídea de orquídea de hábito terrestre que se encuentra en las praderas abiertas húmedas, cunetas y filtraciones, pantanos, ciénagas y en la grava del río. Prefiere clima frío. Tiene con 2 a 4 hojas, caulinares, linear-lanceoladas, que se reducen gradualmente. La inflorescencia terminal y erecta de 100 cm de largo aparece por encima de las hojas y florece en la primavera hasta el verano con 8-75 flores.

## Taxonomía
Platanthera huronensis fue descrita por (Carlos Linneo) Lindl. y publicado en The Genera and Species of Orchidaceous Plants 288. 1835.
Etimología
El nombre genérico Platanthera deriva del griego y se refiere a la forma de las anteras de las flores ("flores con anteras grandes, planas"). 
Sinonimia
- Habenaria dilatata f. chlorantha (Hultén) B. Boivin (1967)
- Habenaria dilatata var. media (Rydb.) Ames (1908)
- Habenaria huronensis (Nutt.) Spreng. (1826)
- Habenaria hyperborea var. huronensis (Nutt.) Farw. (1923)
- Habenaria hyperborea var. media (Rydb.) Farw. (1923)
- Habenaria media (Rydb.) G.G. Niles (1904)
- Limnorchis huronensis (Nutt.) Rydb. (1901)
- Limnorchis media Rydb. (1901)
- Orchis huronensis Nutt. (1818)
- Orchis hyperborea var. huronensis (Nutt.) Alph.Wood (1853)
- Platanthera convallariifolia var. dilatatoides Hultén (1943)
- Platanthera dilatata var. chlorantha Hultén (1943)
- Platanthera hyperborea var. huronensis (Nutt.) Luer (1975)
- Platanthera hyperborea var. major Lange (1880)
- Platanthera media (Rydb.) Luer (1975[3]